# 1955 en Bretagne
 Chronologie de la Bretagne
- 1951
- 1952
- 1953
- 1954
- 1955
- 1956
- 1957
- 1958
- 1959

Cette page recense des événements qui se sont produits durant l'année 1955 en Bretagne.

## Société

### Naissance

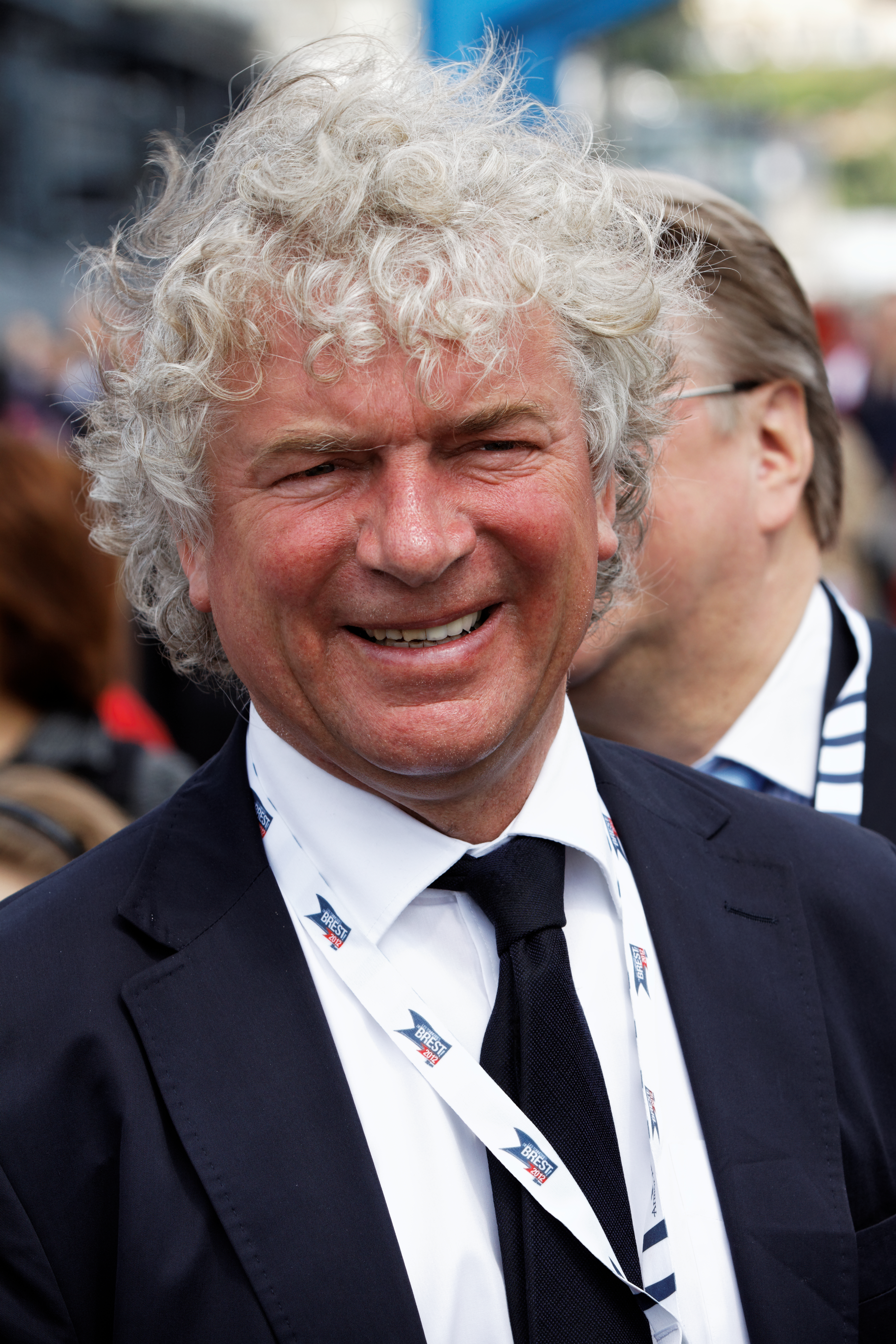
François Cuillandre

- 5 février à Brest : François Cuillandre, homme politique français, maire de Brest depuis 2001, et ancien député de la troisième circonscription du Finistère (de 1997 à 2002). Il est membre du Parti socialiste.

### Décès
- 1er décembre à Brest : Emmanuel Fouyet, né le 2 mars 1899 à Brest, homme politique français. Il fut chef de la Résistance française dans le Finistère. De ce fait il devient Député français du Finistère dès 1945. Il est réélu en 1946 et en 1951.

- 22 novembre à Lanloup : Guy Ropartz, né le 15 juin 1864 à Guingamp, compositeur de musique.

- 28 décembre à Carhaix : Julien Dominique, né le 22 février 1906 à Brest (Finistère), joueur français de football.

## Sports
- Louison Bobet remporte le Tour de France 1955[1].